# Courlans
Courlans település Franciaországban, Jura megyében. Lakosainak száma 922 fő (2022. január 1.). Courlans Larnaud, Messia-sur-Sorne, Chilly-le-Vignoble, Courlaoux, Fontainebrux és Montmorot községekkel határos.

## Népesség
A település népességének változása:
| Lakosok száma | 412  | 646  | 640  | 927  | 954  | 939  | 926  | 923  | 927  | 922  |
|               | 1968 | 1982 | 1990 | 2006 | 2013 | 2015 | 2017 | 2019 | 2020 | 2022 |